# New Bern
New Bern – miasto w hrabstwie Craven, w stanie Karolina Północna, w Stanach Zjednoczonych, położone nad ujściem rzeki Trent do Neuse. W 2008 roku liczyło 28 586 mieszkańców. Miasto położone jest około 140 km na północny wschód od miasta Wilmington.
New Bern zostało założone w 1710 roku przez szwajcarskich i niemieckich imigrantów, i nazwane na cześć stolicy Szwajcarii – Berna. W 1898 roku w mieście po raz pierwszy zaprezentowano napój Pepsi-Cola (pod nazwą Brad's Drink).